# Palicourea toroi
Palicourea toroi är en måreväxtart som beskrevs av Paul Carpenter Standley. Palicourea toroi ingår i släktet Palicourea och familjen måreväxter. Inga underarter finns listade i Catalogue of Life.